# 蒂芝
蒂芝（Tigi）是印度尼西亚巴布亚省德亚伊县的首府。“蒂芝”本是德亚伊县首府所在区（Distrik）的名称，德亚伊县首府所在村庄名称应是Waghete。亚巴（Yaba）是本区的主要城镇，位于蒂芝湖畔，城镇依湖而建。2010年统计，蒂芝区共14,522人。

## 资料来源
1. ↑  Biro Pusat Statistik, Jakarta, 2011.